# Ковойнш
Ковойнш (порт. Covões)  —  район (фрегезия) в Португалии,  входит в округ Коимбра. Является составной частью муниципалитета  Кантаньеде. Находится в составе крупной городской агломерации Большая Коимбра. По старому административному делению входил в провинцию Бейра-Литорал. Входит в экономико-статистический  субрегион Байшу-Мондегу, который входит в Центральный регион. Население составляет 2468 человек на 2001 год. Занимает площадь 28,21 км².

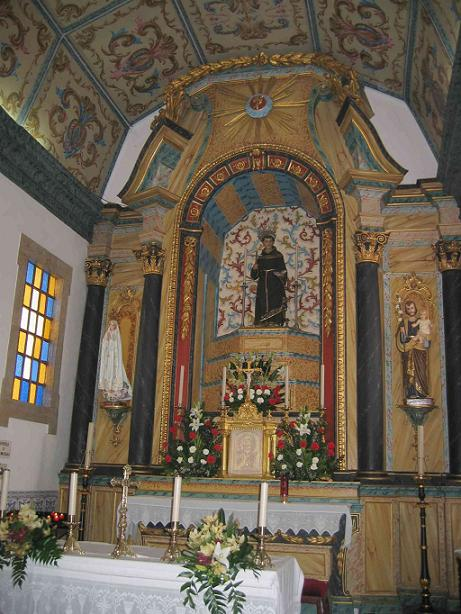
Собор